# Untere Wümme
Untere Wümme este o arie protejată (arie specială de conservare — SAC, sit de importanță comunitară — SCI) din Germania întinsă pe o suprafață de 445 ha, integral pe uscat.

## Localizare
Centrul sitului Untere Wümme este situat la coordonatele 53°08′00″N 8°52′00″E / 53.1333°N 8.8667°E.

## Înființare
Situl Untere Wümme a fost declarat sit de importanță comunitară în septembrie 1998 pentru a proteja 4 specii de animale. Situl a fost protejat și ca arie specială de conservare în iulie 2009.

## Biodiversitate
Situată în ecoregiunea atlantică, aria protejată conține 4 habitate naturale: Cursuri de apă de la nivel de câmpie la nivel montan, cu vegetație Ranunculion fluitantis și Callitricho-Batrachion, Liziere de ierburi înalte hidrofile de câmpie și de nivel montan până la alpin, Fânețe de joasă altitudine (Alopecurus pratensis, Sanguisorba officinalis), Păduri aluvionare cu Alnus glutinosa și Fraxinus excelsior (Alno-Padion, Alnion incanae, Salicion albae).
La baza desemnării sitului se află mai multe specii protejate:
- mamifere (1): vidră de râu (Lutra lutra)
- nevertebrate (1): Ophiogomphus cecilia
- pești (2): Lampetra fluviatilis, Petromyzon marinus